# Suyu
Suyu är ett stadsdistrikt i Suqian i Jiangsu-provinsen i östra Kina.